# Missie Verkeersmiddelen Actie

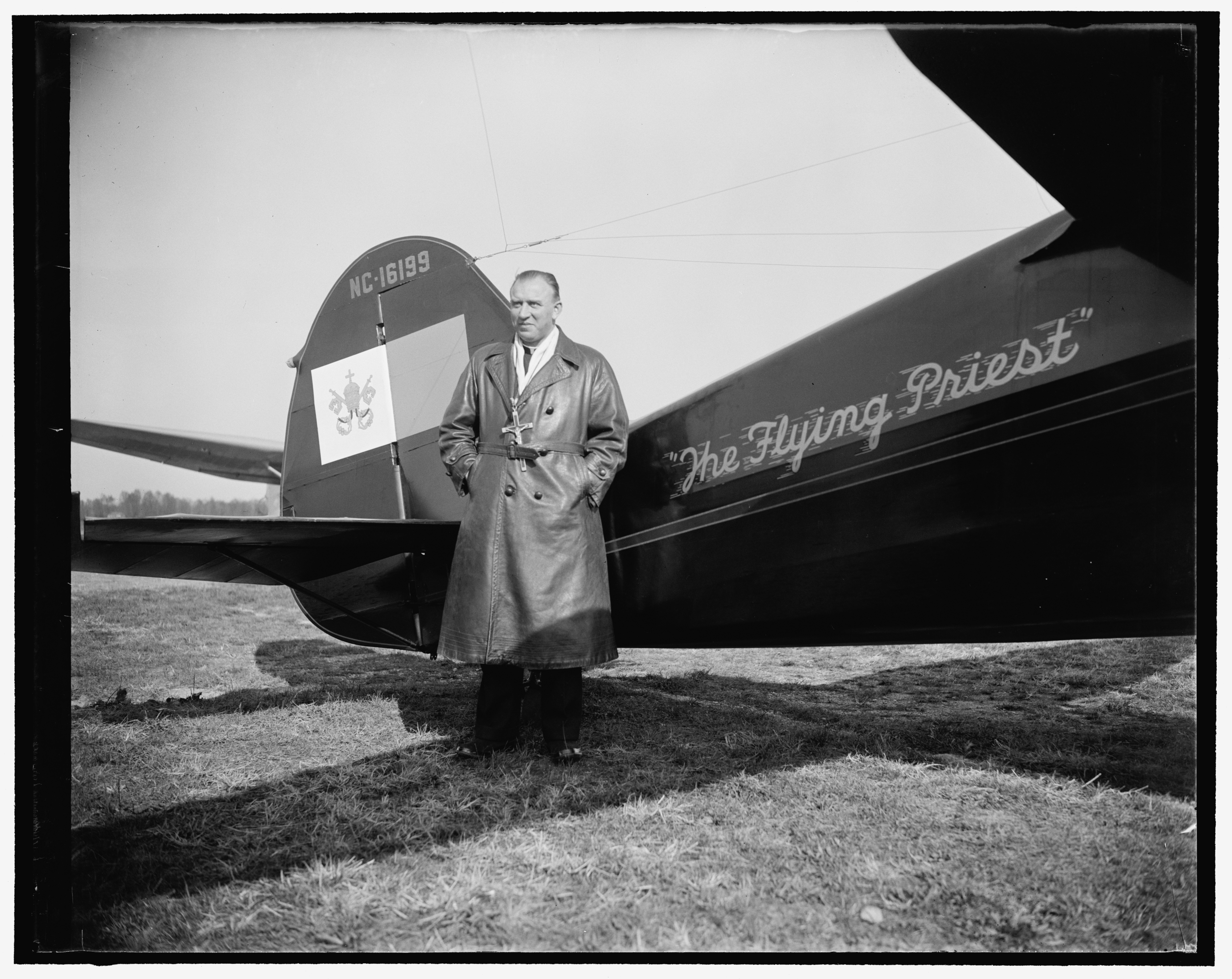
Paul Schulte 'The Flying Priest' (1940)

Missie Verkeersmiddelen Actie (MIVA) is een van oorsprong rooms-katholieke charitatieve stichting voor ontwikkelingssamenwerking. De stichting is opgericht in 1927.

## Missie
In veel landen zijn basisvoorzieningen als gezondheidszorg en onderwijs onbereikbaar voor de kwetsbaren. MIVA ziet het als haar missie om lokale mensen te steunen met onmisbare vervoers- en communicatiemiddelen.

## Doel
De hulporganisatie heeft als doel allerlei soorten voertuigen te financieren voor gebruik bij missies en ontwikkelingshulp. Men kan hierbij denken aan terreinwagens, motorfietsen, fietsen, en landbouwwerktuigen. MIVA ontvangt verzoeken voor dergelijke ondersteuning van over de hele wereld. Daarom ondersteunt MIVA lokale pioniers in Afrika, Azië en Latijns-Amerika. Zij helpen mensen in afgelegen gebieden voor wie medische zorg, onderwijs en andere basisvoorzieningen te ver weg zijn. Het zijn de kwetsbaren die hiervan het meest te lijden hebben. Kinderen met een handicap zijn nog het meest kwetsbaar.

## Geschiedenis
De Miva werd in 1927 in Keulen (Duitsland) opgericht door Paul Schulte (1895-1972) OMI, een priester en missionaris, die in de Eerste Wereldoorlog had gediend als vliegenier. De aanleiding was voor hem het overlijden van zijn jeugdvriend en dienstmaat priester Otto Fuhrmann in 1925. Fuhrmann had in Namibië malaria opgelopen, en was hieraan bezweken. Hij had in een eerder stadium gered kunnen worden, indien er een vervoermiddel ter beschikking was om hem naar het dichtstbijzijnde ziekenhuis te brengen . Bij oprichting in 1927 kreeg de stichting de Latijnse naam "Missionalium Vehiculorum Associatio", maar dit werd al snel "Missions Verkehrs Arbeitsgemeinschaft". Miva Zwitserland werd opgericht in 1932. De Nederlandse afdeling werd opgericht in 1935. In de jaren daarna werden kantoren in nog meer landen geopend.
MIVA-Nederland was van 1940-1975 gevestigd aan de Keizersgracht in Amsterdam, van 1975-2017 in Breda en sinds 2017 in een oud klooster in het centrum van 's-Hertogenbosch.
Jaarlijks ontvangt MIVA zo’n 1.000 aanvragen om ondersteuning. Hiervan kan ongeveer 10 tot 15% worden gehonoreerd. In 2017 heeft MIVA voor 1,7 miljoen euro projecten kunnen financieren in Afrika, Azië en Latijns-Amerika, waarmee 341 vervoers- en communicatiemiddelen zijn gefinancierd.
Het archief van MIVA van de jaren 1935-1995 wordt beheerd door het Katholiek Documentatie Centrum Nijmegen.

## oneMen
oneMen was een initiatief van MIVA Nederland om jongeren aan te spreken. Dit startte in 2001 onder het motto: "oneMen can make a difference". Sinds mei 2017 gaat oneMen verder onder de naam MIVA.

## Links
- MIVA Nederland